# Doña Bárbara (telenovela)
Doña Bárbara est une telenovela américaine-colombienne diffusée entre le 4 août 2008 et le 22 mai 2009 sur Telemundo. Il s'agit d'une adaptation du roman homonyme de Rómulo Gallegos. Elle a été produite par Telemundo Studios et RTI Producciones en association avec Sony Pictures Television.

## Distribution
| Acteur / Actrice      | Personnage                                  |
| --------------------- | ------------------------------------------- |
| Edith González        | Doña Bárbara Guaimarán                      |
| Christian Meier       | Santos Luzardo                              |
| Génesis Rodríguez     | Marisela Barquero/Bárbara Guaimarán (jeune) |
| Katie Barberi         | Cecilia Vergel                              |
| Roberto Mateos        | Lorenzo Barquero                            |
| Arap Bethke           | Antonio Sandoval                            |
| Juan Pablo Shuk       | Gonzalo Zuloaga                             |
| Paulo Quevedo         | Balbino Paiba                               |
| Raúl Gutiérrez        | Coronel Diógenes Pernalete                  |
| Lucy Martínez         | Eustaquia                                   |
| Iván Rodríguez        | Melesio Sandoval                            |
| Martha Isabel Bolaños | Josefa Munria                               |
| Alberto Valdiri       | Mujiquita                                   |
| Amparo Moreno         | Casilda Bernard                             |
| Lucho Velasco         | Melquíades Gamarra "El Brujeador"           |
| Mimi Morales          | Altagracia Linares                          |
| Daniela Tapia         | Gervasia                                    |
| Alejandra Sandoval    | Genoveva Flores                             |
| Esmeralda Pinzón      | Federica Pernalete                          |
| Pedro Rendón          | Carmelo López "Carmelito"                   |
| Gary Forero           | León Mondragón                              |
| Roberto Manrique      | María Nieves González                       |
| Andrés Ogilvie-Browne | Juan Primito                                |
| Paula Barreto         | Louisana Requena                            |
| Tiberio Cruz          | Juan Palacios "Pajarote"                    |
| Viviana Corrales      | Melesia                                     |
| Adriana Silva         | Josefina                                    |
| Andrés Martínez       | Tigre Mondragón                             |
| Naren Daryanani       | Onza Mondragón                              |
| Julián Álvarez        | Cosme                                       |
| Alejandro Tamayo      | Andrés "El Poeta"                           |
| Herbert King          | Don Encarnación Matute                      |
| Juliana Posso         | Lucía Matute                                |
| Marcelo Cezán         | Florencio Reyes "El Quitadolores"           |
| Guillermo Villa       | Padre Pernía                                |
| Jimmie Bernal         | William Danger                              |
| Gabriel González      | Baltazar Arias                              |
| Sara Ponce            | Carmen Gómez                                |
| Humberto Arango       | Humberto Chávez / Fidel Castel / El Sapo    |
| Hernán Méndez         | Perro de agua                               |
| Hermes Camelo         | El Chepo                                    |
| Julio Pachón          | Nicolás Meléndez                            |
| Harry Geithner        | Julián Barreto                              |
| Julio César Herrera   | Apolinar Prieto                             |
| José Luis García      | Orestes Prieto                              |
| Jorge Alfredo Sánchez | Arcadio                                     |
| Jarviz Pinzón         | Fidelino                                    |
| Julio Sastoque        | Flavio Barbosa                              |
| Jayme Rayo            | Sargento                                    |
| Joseph Abadía         | Policial Acosta                             |
| Claudio Fernández     | Tony Kennedy                                |
| Oscar Salazar         | Maurice Requena                             |
| Luis Enrique Roldan   | Padre de Luisana                            |
| Sebastián Boscán      | Néstor Peracaza                             |
| Fernando Corredor     | Juez                                        |
| Jorge Alberto Reyes   | Teniente/Capitán Guerrero                   |
| Abel Coshino          | Raúl                                        |
| Daniel Coshino        | Pablo                                       |
| Gabriel Valenzuela    | Lorenzo Barquero (joven)                    |
| Jencarlos Canela      | Asdrúbal                                    |
| Luis Mesa             | José Luzardo                                |
| Javier Alexander      | César Barquero                              |
| Maritza Rodríguez     | Asunción Vergel De Luzardo                  |

## Diffusion internationale
- Telemundo (2008-2009)
- PRO.BG
- Nova TV et Doma TV
- Sitel
- TV IN
- Acasă
- Télévisions locales et Pink Soap
- MBC DRAMA
- Central Nacional de Televisão
- Mnogo TV
- Rustavi 2
- Caracol Televisión
- Teletica
- TVN et Telemix Internacional (suspendu)
- Monte Carlo TV
- Televicentro de Nicaragua
- Televen
- Telefe
- La 1 et Nova Clan TVE
- 2Plus
- Shant TV
- Chilevisión (2009-2010, 2011) et TVN (2016)
- Telefuturo, LaTele et SNT
- Galavisión (maintenant Gala TV)
- Frecuencia Latina et ATV
- FTV
- Antena Latina
- Red ATB
- Ecuavisa
- WKAQ-TV
- Corporación Televicentro
- Viva Platina
- Televisiete
- Telecorporación Salvadoreña
- MundoFox
- MundoFox Latinoamérica
- ZAP Novelas
- KBS1 KBS2 KBS World (chaîne de télévision) Seoul Broadcasting System SBS TV MBC TV Shinsegae JTBC Mnet (chaîne de télévision) MBC Every 1 MBC M TvN Story TVN (Corée du Sud) Arirang TV OCN (chaîne de télévision)

### Sources
- (es) Cet article est partiellement ou en totalité issu de l’article de Wikipédia en espagnol intitulé « Doña Bárbara (telenovela colombiana) » (voir la liste des auteurs).